# Sven Løve
Pour les articles homonymes, voir Hansen-Løve.
Sven Hansen-Løve (né le 1er novembre 1973 à Paris) est un romancier, scénariste et DJ (sous le nom de Sven Løve) français.

## Biographie

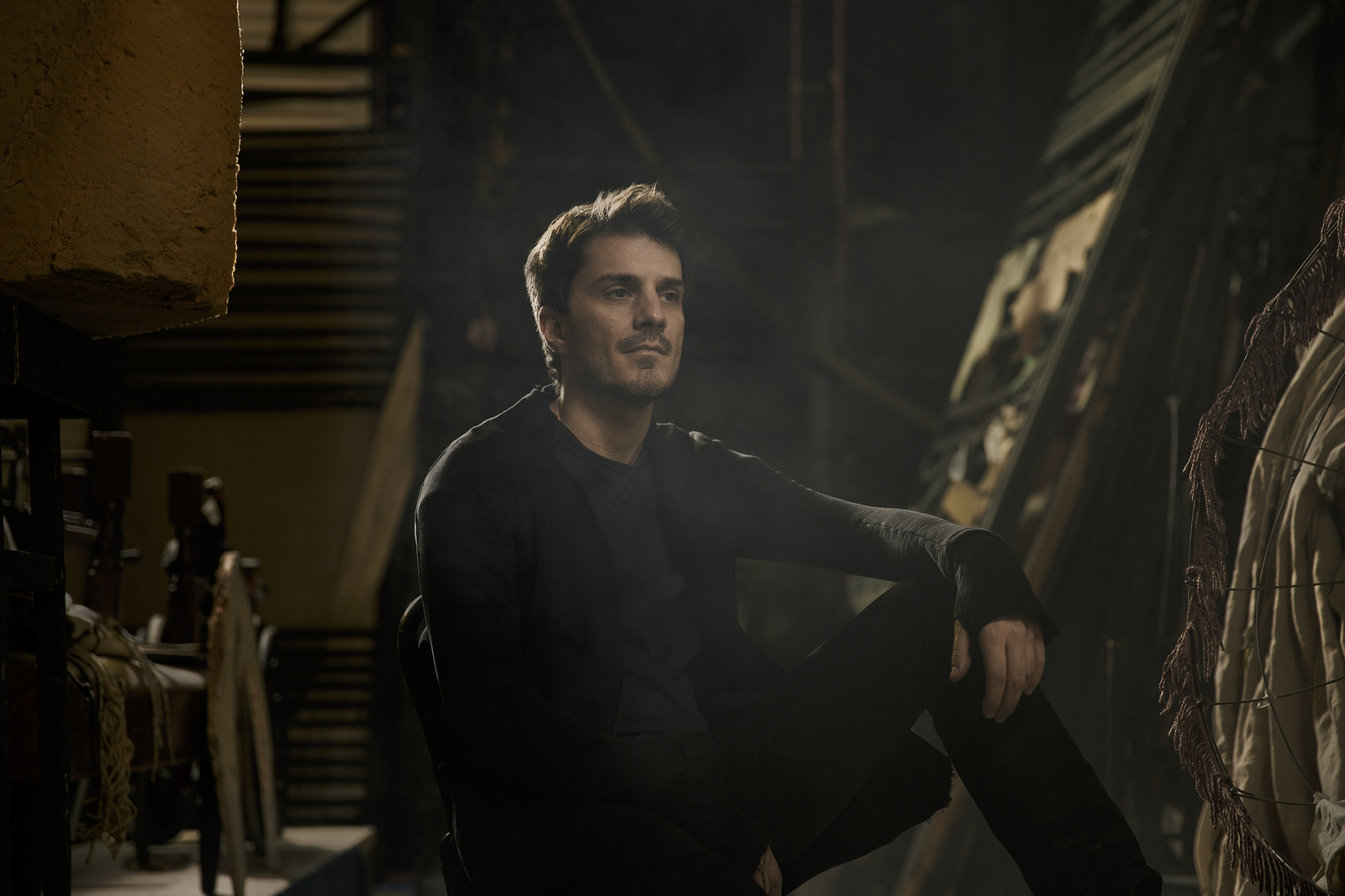
Sven Hansen-Løve

Avec sa sœur, la réalisatrice Mia Hansen-Løve, il coscénarise le film Eden, inspiré par sa vie de disc jockey spécialiste de la garage house dans les années 1990 et 2000. Le film sort en 2014 en France, puis dans une trentaine de pays,. 
Il est l'auteur de nouvelles, parues dans des revues françaises et américaines. Son premier recueil de nouvelles est publié en anglais en 2015, dans une maison d’édition indépendante américaine, Paris Lit Up, sous le titre Tender Neighbours.
Son premier roman, Un emploi sur mesure, est paru aux Éditions du Seuil le 1er mars 2018.